# Лињано
Лињано (итал. Lignano Sabbiadoro) је насеље у Италији у округу Удине, региону Фурланија-Јулијска крајина.
Према процени из 2011. у насељу је живело 5837 становника. Насеље се налази на надморској висини од 6 м.

## Становништво
Према резултатима пописа становништва 2011. у општини је живело 6.447 становника.
| 1936. | 1951. | 1961. | 1971. | 1981. | 1991. | 2001. | 2011. |
| ----- | ----- | ----- | ----- | ----- | ----- | ----- | ----- |
| 984   | 1.180 | 2.727 | 4.539 | 5.485 | 5.695 | 5.983 | 6.447 |

## Партнерски градови
- Ајзенштат
- Кечам